# Pomphorhynchus indicus
Pomphorhynchus indicus är en hakmaskart som beskrevs av Gupta och Kanchan Lata 1967. Pomphorhynchus indicus ingår i släktet Pomphorhynchus och familjen Pomphorhynchidae. Inga underarter finns listade i Catalogue of Life.